# Allians (kortspel)
Allians, även kallat switch, är ett kortspel för fyra deltagare, uppfunnet av amerikanen Robert Abbott. 36 kort läggs ut på bordet, med framsidan uppåt, så att de bildar en spelplan i form av en fyrkant med sex gånger sex rutor. Varje deltagare har en spelpjäs som, med vissa begränsningar, flyttas valfritt antal steg vågrätt eller lodrätt på spelplanen, och de kort som pjäsen landar på tillfaller deltagaren. Spelet går ut på att bilda den bästa pokerhanden med de kort som på detta sätt plockats upp från spelplanen.
Spelets svenska namn kommer av att en spelare har möjlighet att bilda en allians för att kunna samarbeta med en av motspelarna, som då inte får avböja. De andra två spelarna kommer då automatiskt att också utgöra en allians. En ytterligare egenhet i spelet är att det är tillåtet för deltagarna att samtala hur mycket man vill, till exempel kommentera drag eller ge råd till andra deltagare.
Allians kan också spelas med två deltagare. I så fall läggs bara 25 kort ut på bordet, och allianser går förstås inte att bilda.